# Mahónie cesmínolistá

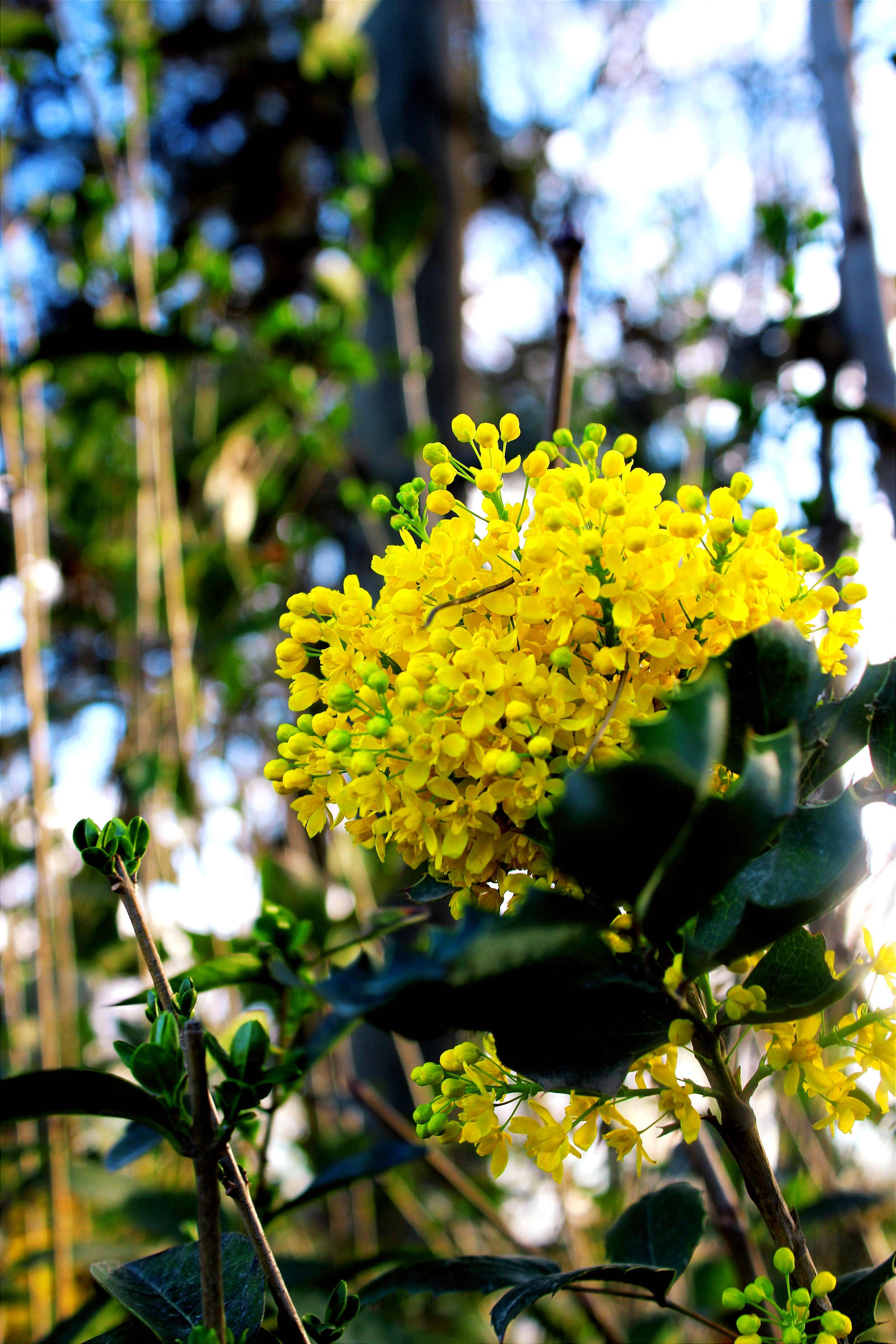
Berberis aquifolium

Mahónie cesmínolistá (Mahonia aquifolium) je vždyzelený keř z čeledi
dřišťálovitých (Berberidaceae). Pochází ze Severní Ameriky a v České republice je hojně pěstován jako okrasná dřevina.

## Vzhled
Mahónie cesmínolistá je stálezelený keř, dorůstající výšky 1–2 m. Listy jsou lichozpeřené, tuhé, až 20 cm dlouhé. Okraj listů je vykrajovaný až ostnitě pichlavý. Barva listů je tmavozelená, na podzim se mění v červenou až hnědou. 
Květy jsou drobné, téměř přisedlé, rostoucí ve vzpřímeném 5–8 cm dlouhém hroznovitém květenství. Korunní lístky jsou zlatožluté, vejčitě eliptické, 3 mm dlouhé. Kališní lístky jsou citrónově žluté, 4 mm dlouhé. U pestíku chybí čnělka, blizna je přisedlá.
Plodem jsou kulovité až eliptické tmavomodré ojíněné bobule široké asi 8 mm a zrající od srpna. Plodenství připomíná hrozen vinné révy.
Letorosty jsou šedožluté, oblé, dřevo je žlutě zbarvené díky obsahu jedovatých isochinolinových alkaloidů.

## Stanoviště
Tento druh je na rozdíl od ostatních mahónií velmi odolný, poměrně nenáročný. Vyhovují mu polostinná až stinná místa, půda mírně suchá až vlhká. Je odolný proti mrazům, při mimořádně silném mrazu opadá listí. Rostlina je vysazována  jako okrasný druh v zahradách a parcích. Vyskytuje se ovšem také v lesích a hájích, kde zplaňuje díky semenům zaneseným ptáky. 

## Rozšíření
Pochází ze západní části Severní Ameriky. V České republice se pěstuje od roku 1844.

## Význam
Větve se využívají na ozdobu do vazeb a věnců. Díky svému hustému vzrůstu bývá mahónie často využívána jako živý plot. Plody jsou cennou potravou pro ptactvo, dříve se využívaly např. k dobarvování vín. Dřevo se používalo k barvení vlny díky své zlatožluté barvě. V Severní Americe je rostlina využívána v léčitelství jako antibakteriální prostředek.
V homeopatii se mahónie využívá proti nemocem jater a žlučníku, také proti suchým kožním vyrážkám. Předávkování vyvolává zvracení, průjem, křeče a ochromení dýchacího svalstva.
Z dobře zralých plodů (ani nemusí být přemrzlé) je možné připravit chutnou marmeládu, avšak semena je třeba (pro jejich mírnou toxicitu) již po krátkém varu pasírováním odstranit.

## Toxicita
Rostlina obsahuje alkaloidy berberin a oxyacanthin. Tyto sloučeniny jsou přítomny v celé rostlině, především v listech a stonku. Podle některých zdrojů může být rostlina jedovatá pro dobytek. Podle dalších zdrojů ovšem není jedovatá pro domácí zvířata.
Toxikologické informační středisko u plodů mahónie cesmínolisté uvádí „téměř nejedovaté plody – nebezpečná může být dávka nad 20 plodů (bobulí, semen) po větším požitém množství se podává aktivní uhlí. Nebývá nutná hospitalizace (jen u mimořádně citlivých osob při závažných příznacích), u zdravých jedinců se objevují nanejvýš zažívací potíže.“
Další zdroje podávají jiné údaje o toxicitě plodů. Utah Poison Control Center uvádí, že plody nejsou jedovaté. Další zdroje uvádí, že jsou jedovaté pro těhotné ženy.
Ještě další zdroje uvádí, že jsou plody jedovaté nezralé, s tím, že bobule jsou rovněž velmi kyselé. Zcela zralé plody jsou jedlé po přemrznutí nebo mrazech, což zvyšuje obsah fruktózy a snižuje jejich pektinu v plodech. Bývají použity i jako víno, do koláčů a limonád. Plody podle zdroje mají silnou, charakteristickou chuť, ale nejsou vhodné k požití před podzimními mrazy. Nejsou ovšem známy žádné případy otravy u člověka, ačkoliv se předpokládá, že je to proto, že nezralé a nepřemrzlé plody jsou nechutné. Bobule obsahují vitamín C a často se používají k léčbě kurdějí.

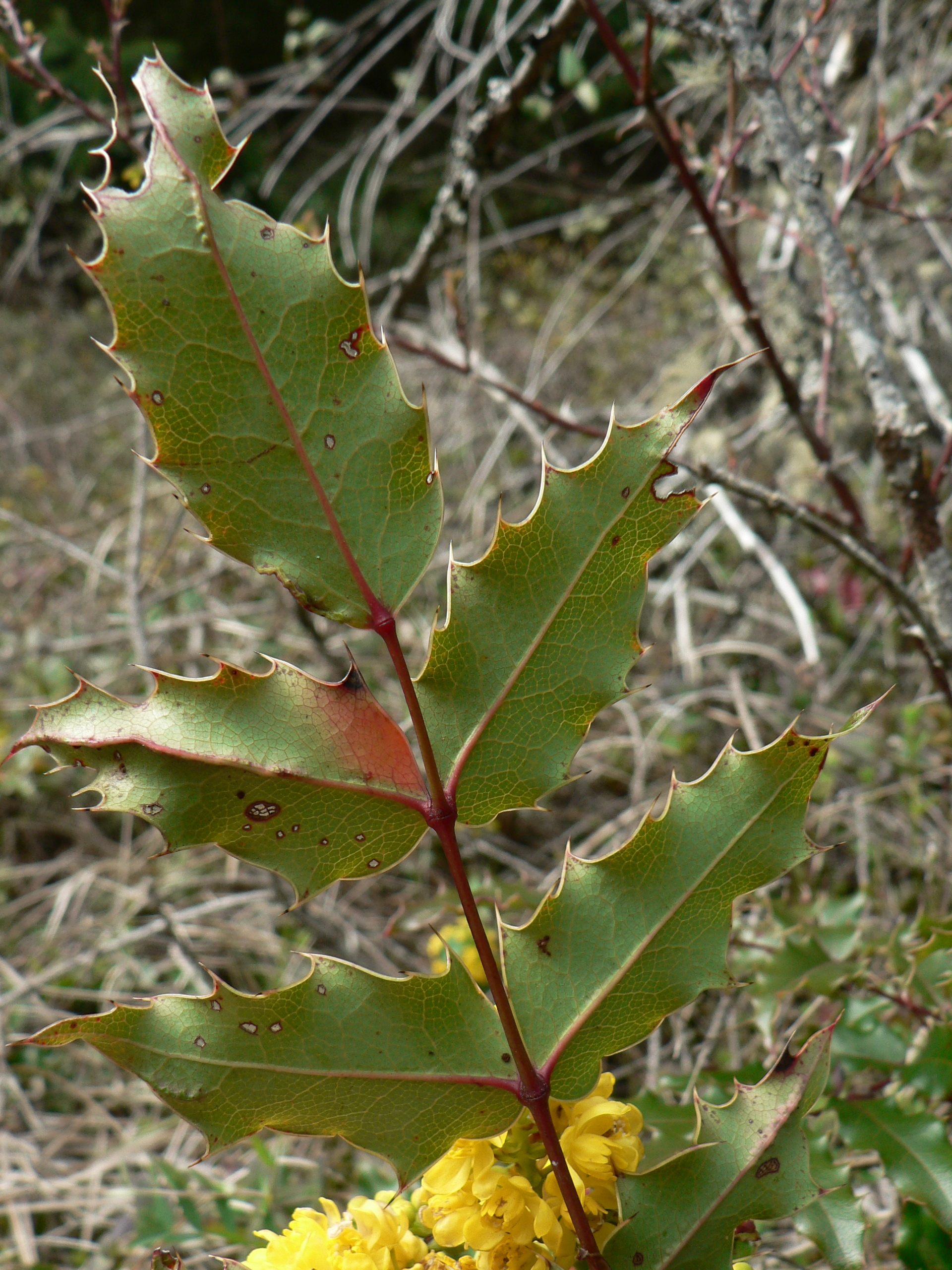
Detail listu
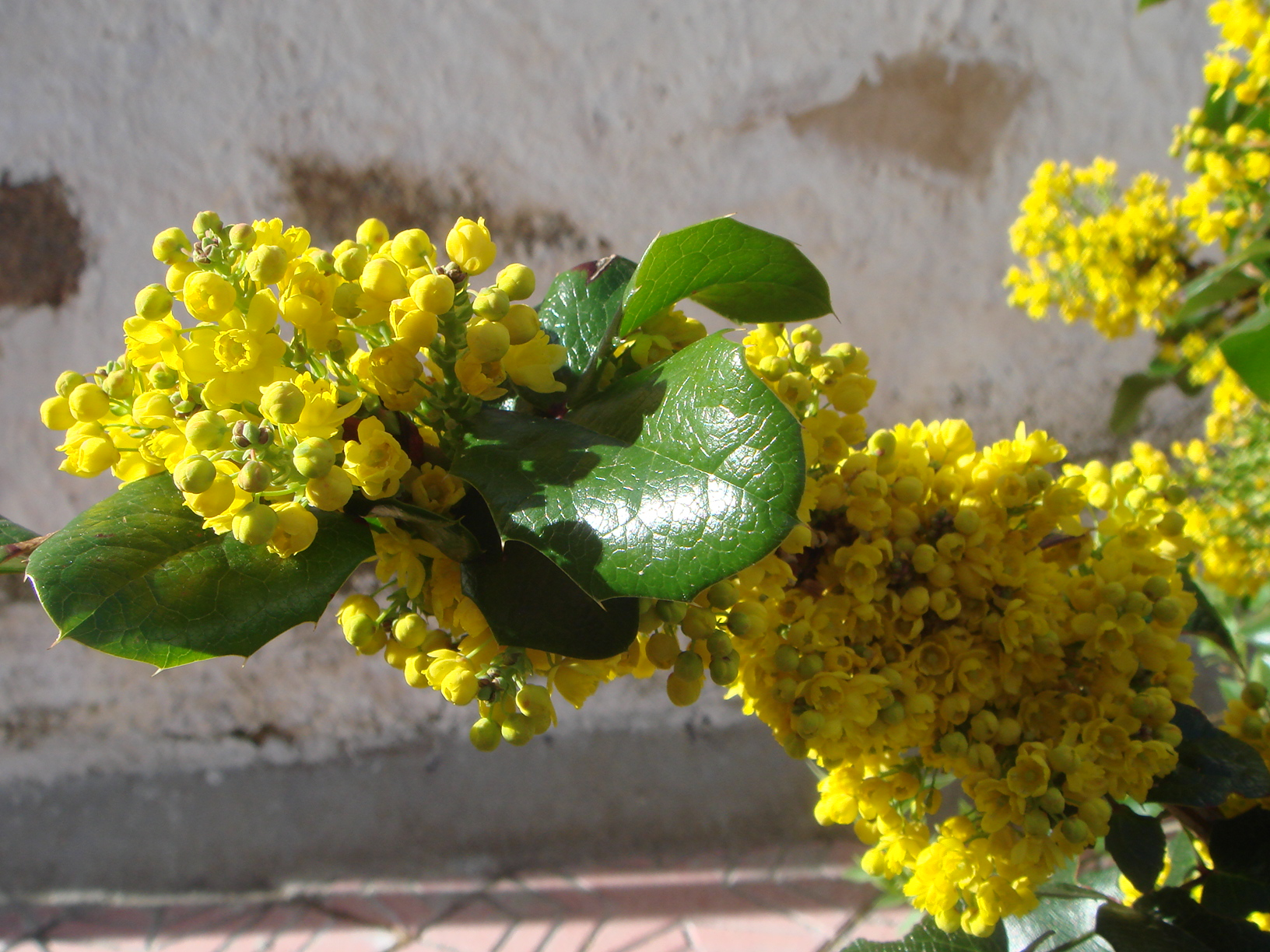
Detail květenství
Detail květu
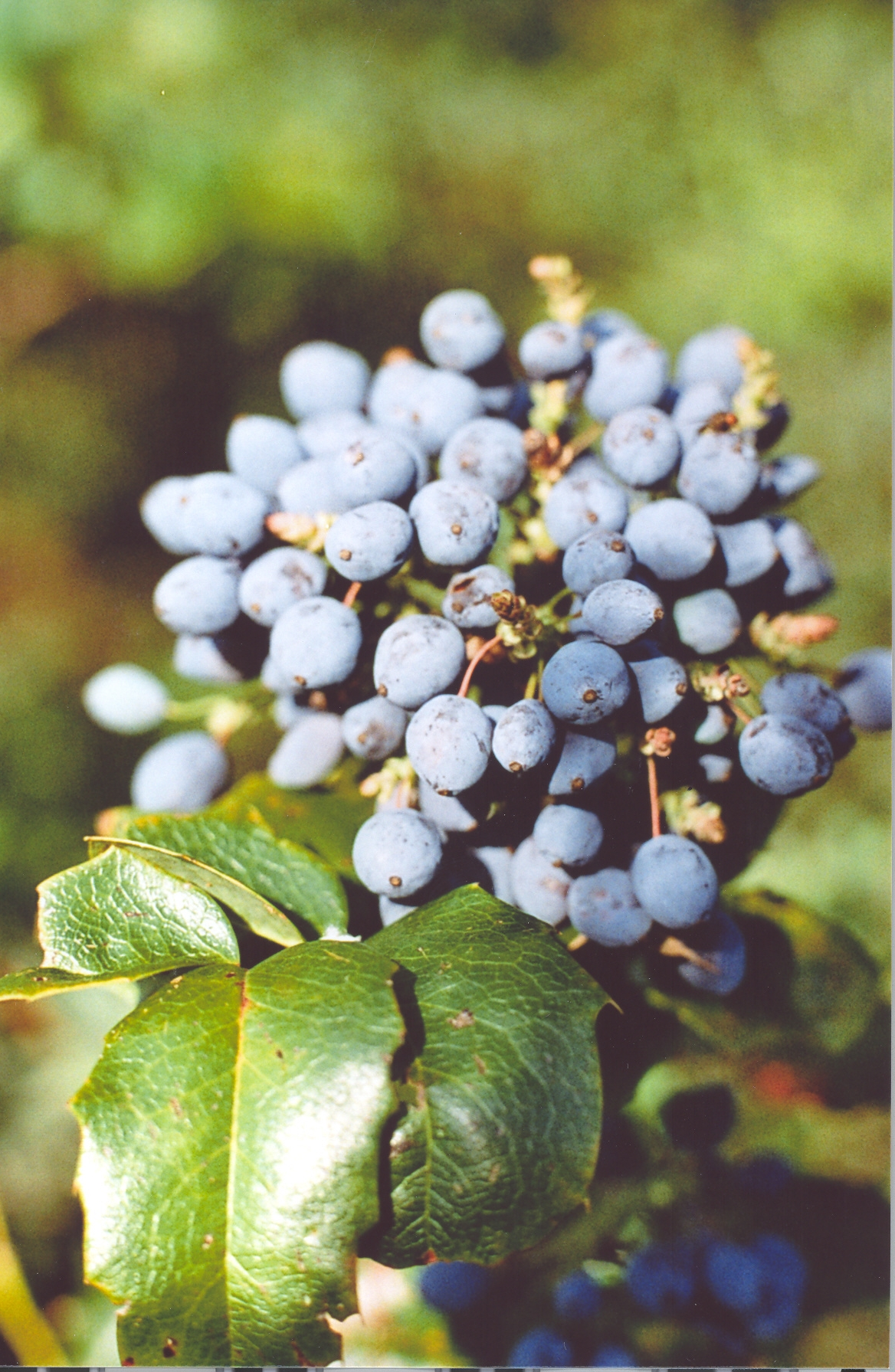
Detail plodenství